# ۱۲۴۸ (قمری)
۱۲۴۸ (قمری) هزار و دویست و چهل و هشتمین سال در گاهشماری هجری قمری است. اول محرم این سال برابر با سی و یکم مه سال ۱۸۳۲ میلادی است.